# Puente del Grajal (Colmenar Viejo)
El puente del Grajal se halla en el término municipal de Colmenar Viejo (Comunidad de Madrid, España). Se alza sobre el curso alto del río Manzanares, junto a la carretera M-618, que enlaza la citada localidad con Hoyo de Manzanares y Torrelodones. Fue levantado en la Edad Media, durante la dominación musulmana de la península ibérica. Está incluido dentro del Parque Regional de la Cuenca Alta del Manzanares, figura legal que protege su entorno.

## Historia

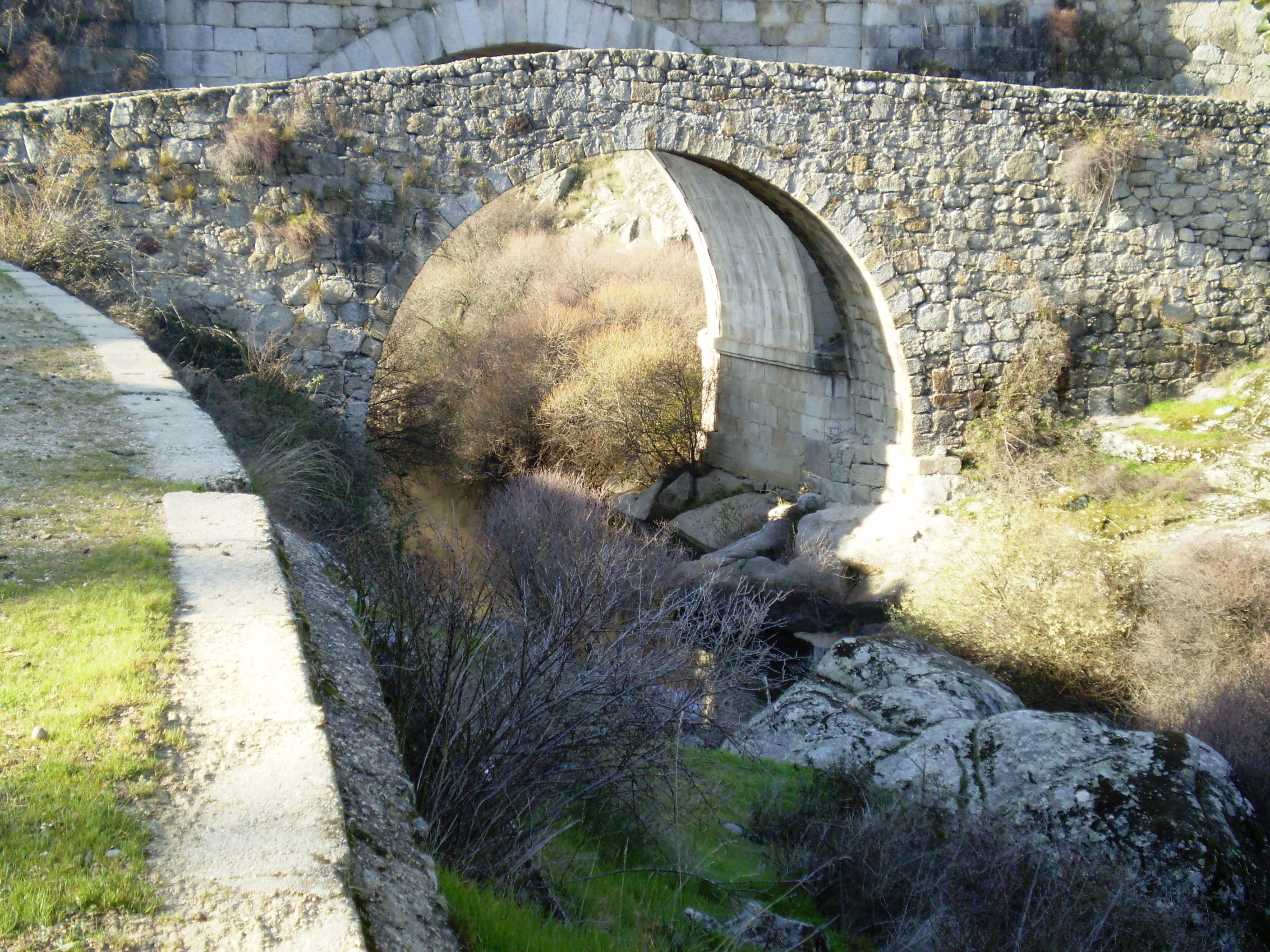
Puente del Grajal, sobre el río Manzanares.

El puente formaba parte de un camino militar, que unía Talamanca de Jarama con el Valle del Tiétar, construido por el poder andalusí para comunicar una serie de atalayas y ciudadelas, con las que la población musulmana hacía frente a las incursiones cristianas en la Marca Media. Las más próximas a su enclave son las de Hoyo de Manzanares, conocida como La Torrecilla, y la torre-vigía de Torrelodones, que aún se mantienen en pie.
Estas fortificaciones fueron erigidas entre los siglos IX y XI, con lo que puede datarse la construcción del puente en este periodo. De la misma época son los puentes de la Alcanzorla (Galapagar), sobre el río Guadarrama; del Pasadero (Navalagamella), sobre el Perales; de Talamanca de Jarama, sobre el río homónimo; y de San Juan (Pelayos de la Presa), sobre el Alberche. Todos ellos estaban integrados dentro del citado camino militar.
El puente del Grajal fue objeto de una restauración en el siglo XVIII, que alteró parcialmente su aspecto primitivo.

## Descripción
El puente del Grajal está construido enteramente en piedra de granito. Se sostiene sobre un arco de medio punto, de 10 m de luz. El ancho de su tablero es de 3,34 m, equivalentes a 6 codos rassassíes, que, junto a los 5 codos, eran las dos medidas más utilizadas en los puentes islámicos. Presenta rasante alomada.
Junto a su enclave, aguas abajo, se alza otro puente, construido para facilitar la circulación de vehículos por la carretera M-618. Aguas arriba, se encuentra la central hidroeléctrica de El Navallar, complejo integrado por la presa del Grajal y el sifón de Navarrosillos, entre otras obras de ingeniería hidráulica. Fue inaugurado por el rey Alfonso XIII en junio de 1908. 
A unos cinco kilómetros, igualmente aguas arriba, se halla el puente del Batán, también de origen medieval, pero levantado tras la conquista cristiana de la Marca Media.